# Gioventù nuova (rivista cinese)

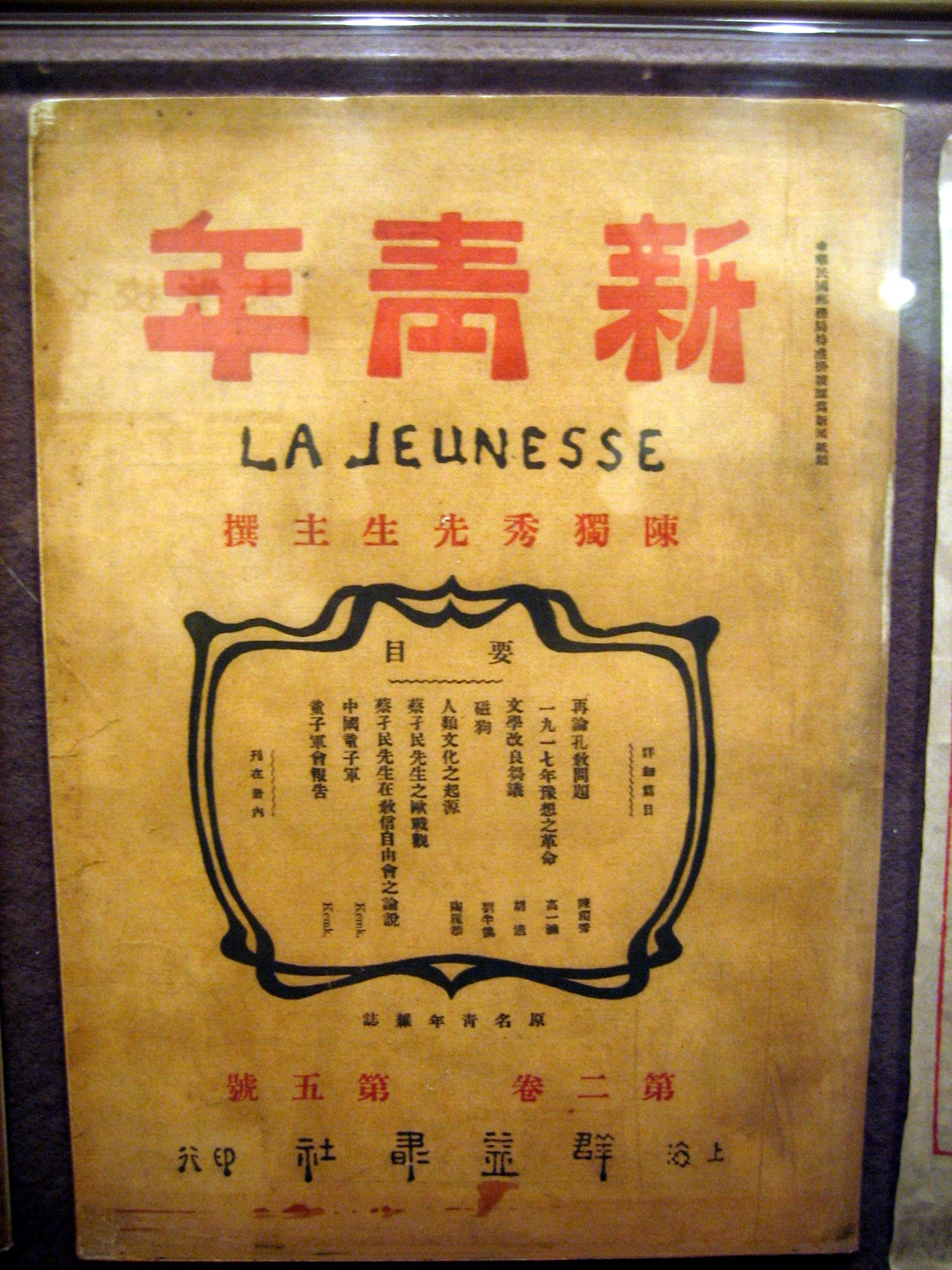
Copertina di Gioventù nuova

Gioventù nuova (新青年S, Xīn qīngniánP) è stata una rivista cinese, fondata nel 1915 da Chen Duxiu. Il fondatore si rese famoso pubblicandovi un Appello alla gioventù in cui attaccava la cultura tradizionale del paese e sosteneva, per la Cina, la necessità della scienza e della democrazia occidentali.

## Fonti
- Chen Duxiu, in Dizionario di storia, Roma, Istituto dell'Enciclopedia Italiana, 2010. URL consultato il 5 gennaio 2019.